# Dammtorkning
Dammtorkning innebär att man torkar en yta med till exempel en trasa i syfte att få bort smuts och damm. Man brukar dammtorka där det är svårframkomligt för dammsugare, till exempel fönsterkarmar. Man kan damma med en dammvippa eller microfiberduk som med hjälp av statisk elektricitet drar till sig dammet.